# Síntesi de Corey-House
La síntesi de Corey-House (també coneguda com el mètode de Corey-Posner-Whitesides-House) és una reacció química dins la química orgànica, en la qual un dialquilcuprat de liti reacciona amb un halur d'alquil per formar un nou alcà de cadena més llarga, un iodur de liti i un compost d'organocoure.
R₂CuLi + R'-X → R-R' + LiX + RCu
Aquesta reacció permet obtenir alcans de cadena llarga com el nonà o undecà.
Dimetilcuprat de liti + 1-Iododecà → Undecà + Iodur de liti + Metilcure
(CH₃)₂CuLi + I-(CH₂)9-CH₃ → CH₃-(CH₂)9-CH₃ + LiI + CH₃Cu

## Mecanisme de reacció
Aquesta reacció té dos passos. l'halur d'alquil reacciona amb el liti, tenint com a medi algun èter; l'halur d'alquil es converteix en un compost de liti, el R-Li. El R-X que reacciona pot ser un halur d'alquil primari, secundari o terciari:

R-X + 2Li → R-Li + Li-X

El segon pas requereix el compost de liti format que es tractarà amb iodur cuprós. Això crea un compost dialquilcuprat de liti. Aquests compostos van ser sintetitzats per primera vegada per Henry Gilman, ise'n diuen reactius de Gilman en honor seu:

2R-Li + Cul → R₂CuLi + LiI

El dialquilcuprat de liti es tracta amb el segon halur d'alquil:

R₂CuLi + R'-X → R-R' + RCu + LiX